# AliExpress
AliExpress (em chinês:  全球速卖通) é um serviço de varejo on-line de propriedade do conglomerado chinês Alibaba Group. É o site de e-commerce mais visitado na Rússia e foi o 10º site mais popular no Brasil.
Lançado em 2010, é formado por pequenas empresas na China e em outros locais, como Cingapura, que oferecem produtos a compradores on-line internacionais, facilitando que pequenas indústrias e empresas vendam para clientes em todo o mundo. O AliExpress foi comparado ao eBay, pois os vendedores são independentes e usam a plataforma para oferecer produtos aos compradores. Embora a maioria dos retalhistas seja chinesa, o AliExpress destina-se a compradores internacionais e não vende a clientes da China, sendo esta a função do Taobao.

## História

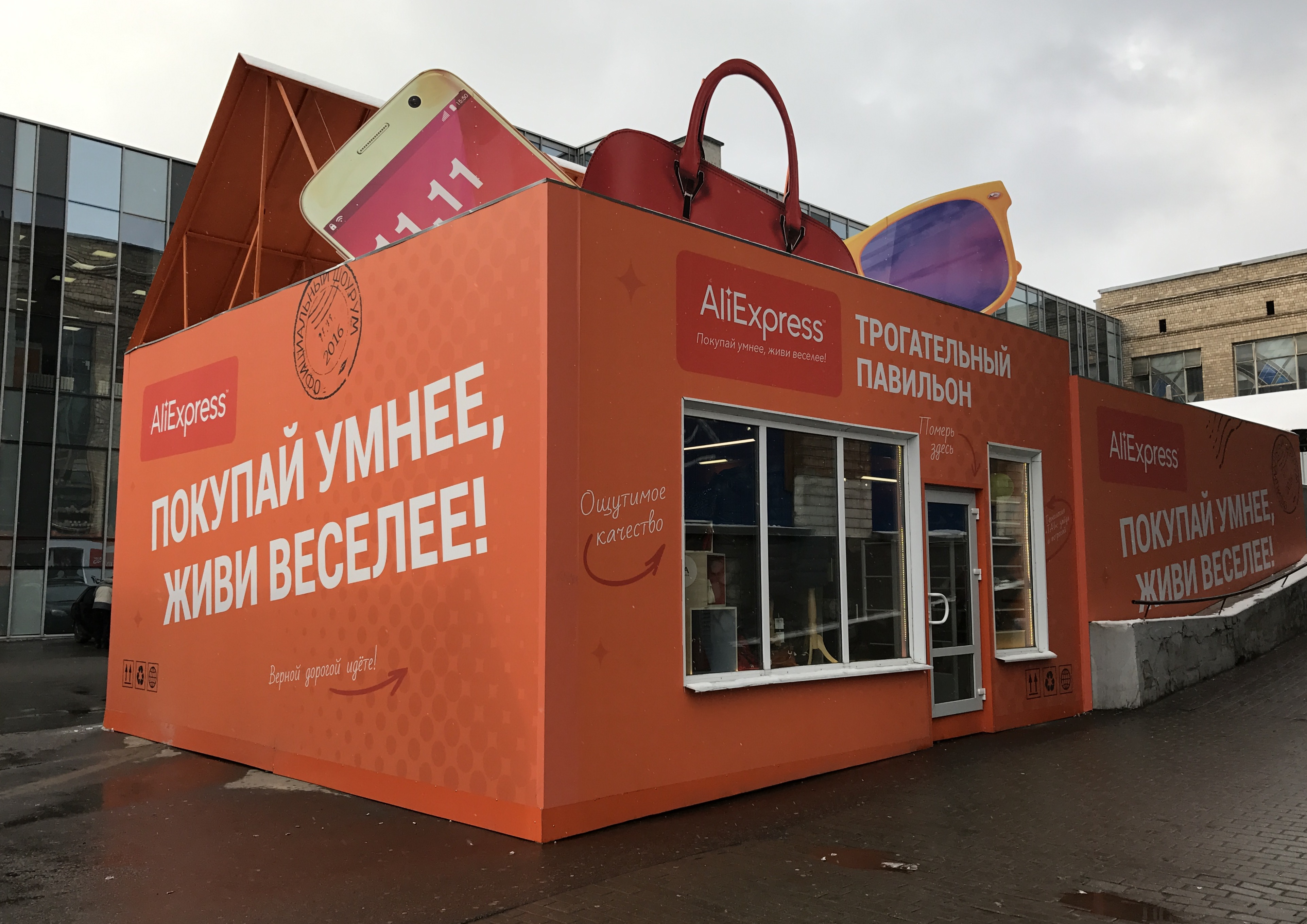
Pavilhão do AliExpress em São Petersburgo, Rússia.

O AliExpress começou com um modelo de negócio business-to-business. Desde então tem expandido para o varejo, consumer-to-consumer, computação em nuvem e serviços de pagamento.
Seu fundador, Jack Ma, é o maior investidor individual do Grupo. Com 9% das ações transformou o site num colosso mundial, maior que as potências americanas HP e eBay.
Os vendedores no AliExpress podem ser empresas ou residências industriais e comerciais individuais. Diferentemente do modelo adotado pela Amazon, o AliExpress atua apenas como uma plataforma de comércio eletrônico e não vende produtos diretamente aos consumidores. O AliExpress é conhecido por seus preços acessíveis e envio internacional.
Em 26 de Agosto de 2019, a primeira loja física da empresa chinesa na Europa abre suas portas no shopping Xanadú, em Arroyomolinos, Madrid, Espanha.

## Respostas governamentais
Em novembro de 2020, o Ministério de Eletrônica e Tecnologia da Informação da Índia proibiu o aplicativo para celular AliExpress, juntamente com outros 42 aplicativos chineses. 
Em 2022, o Escritório do Representante Comercial dos Estados Unidos adicionou o AliExpress à sua lista de Mercados Notórios de Falsificação e Pirataria.  
Em novembro de 2023, a Comissão Europeia abriu uma investigação sobre a AliExpress a respeito de "potencial disseminação de produtos ilegais, como medicamentos falsificados, alimentos não conformes e suplementos alimentares ineficazes". Sobre a natureza da investigação, um funcionário da UE afirmou: "Ainda não constatamos, nesta fase, que a AliExpress não esteja em conformidade. Estamos simplesmente suspeitando que temos elementos com os quais eles não estão em conformidade. Isso não constitui uma constatação de violação". 

## Modelo de negócios
O AliExpress começou como um portal de compra e venda entre empresas. Desde então, ele se expandiu para incluir serviços de empresa para consumidor, de consumidor para consumidor, computação em nuvem e serviços de pagamento. Em 2016, o AliExpress administrava sites em inglês, espanhol, coreano, holandês, francês, italiano, alemão, polonês, turco, português, indonésio, russo, ucraniano, vietnamita, japonês, tailandês e outros idiomas - sendo o inglês o idioma padrão oferecido aos países com idiomas fora da lista anterior. 
Os vendedores no AliExpress podem ser empresas ou residências industriais e comerciais individuais.  O AliExpress é diferente da Amazon porque atua apenas como uma plataforma de comércio eletrônico e não vende produtos diretamente aos consumidores. 